# بچه‌پولدارهای تهران
بچه‌پولدارهای تهران (با هشتگ‌های: #RichKidsofTehran یا #RKOT) یک حساب کاربری اینستاگرامی است که عکس‌ها و ویدئوهایی از زندگی افراد جوان ثروتمند موسوم به آقازاده‌ها در تهران را منتشر می‌کند. این اکانت بر اساس همتای آمریکایی خود، بچه‌پولدارهای اینستاگرام (Rich Kids of Instagram) ساخته شده‌است. این حساب در اکتبر ۲۰۱۴ بسته شد، اما اندکی بعد دوباره فعال شد. این حساب اینستاگرامی، تصاویری از ایرانیان را در حال مصرف نوشیدنی‌های الکلی و دختران بی‌حجاب را منتشر می‌کند در حالی‌که هر دو مورد، در ایران غیرقانونی هستند.
در ۹ ژانویهٔ ۲۰۲۰، این حساب کاربری ویدئوها و تصاویری را منتشر کرد که به‌نظر می‌رسید لحظه‌ای را نشان می‌دهد که هواپیمای پرواز شماره ۷۵۲ هواپیمایی بین‌المللی اوکراین پس از برخورد موشک‌های نیروهای سپاه پاسداران، در هوا به آتش کشیده شده و سرنگون می‌شود. ویدئوی منتشرشده توسط این گروه، شامل برخورد موشک تور-ام۱ با بوئینگ ۷۳۷–۸۰۰ سانحه‌دیده، و فیلم یک دوربین مداربسته از لحظهٔ برخورد این هواپیما با زمین را نشان می‌دهد.

## تاریخچه
در سال ۲۰۱۴، بی‌بی‌سی گزارش داد که یک حساب کاربری در اینستاگرام، تصاویری از زندگی جوانان ثروتمند تهرانی را منتشر می‌کند. در این مقاله آمده بود: «اگر پلاک خودروها در این تصاویر به زبان فارسی نبودند، شما فکر می‌کردید که این حساب، متعلق به یک آمریکایی ثروتمند است که در لس‌آنجلس زندگی می‌کند.»
در ۸ اکتبر ۲۰۱۴، نیویورک پست گزارش داد که حساب اینستاگرام بچه‌پولدارهای تهران، برای بسیاری از افراد به‌دلیل مصرف علنی مشروبات الکلی و زنان بی‌حجاب، باعث شگفتی بسیاری شده‌است. در تصاویر منتشرشده، برخی از زنان با دامن‌های کوتاه، تاپ و حتی با بیکینی ظاهر می‌شوند. در پستی که اکنون حذف شده، سازندگان این اکانت از انتشار تصاویر و ایدهٔ پشت آن، دفاع کردند.
به‌گزارش نیویورک پست، حساب اینستاگرامی بچه‌پولدارهای تهران تنها چند ماه پس از سرکوب و دستگیری گستردهٔ کاربران رسانه‌های اجتماعی توسط حکومت جمهوری اسلامی راه‌اندازی شد. در ماه مه ۲۰۱۴، هشت ایرانی پس از توهین به حسن روحانی، رئیس‌جمهور در فیس‌بوک، مجموعاً به ۱۲۳ سال زندان محکوم شدند. در ژوئیهٔ ۲۰۱۴، هشت کاربر دیگر فیس‌بوک در مجموع به ۱۲۷ سال زندان به اتهام تبلیغ و توهین به اسلام و هفت جوان ایرانی دیگر به‌دلیل انتشار ویدئویی از خود در حال رقصیدن با ترانه هَپی، اثر فارل ویلیامز به حبس و تحمل ۹۱ ضربه شلاق محکوم شده بودند.
در نوامبر ۲۰۱۴، سی‌ان‌ان گزارش داد که با وجود ممنوعیت انتشار این‌گونه مطالب در ایران، این صفحه همچنان به‌کار خود ادامه می‌دهد. سی‌ان‌ان این صفحه را پدیده‌ای در شبکه‌های اجتماعی نامید که به‌دلیل انتشار سبک زندگی جوانان ثروتمند ایرانی در یکی از محافظه‌کارانه‌ترین کشورهای جهان از نظر قوانین اجتماعی، توجه جهانی را به‌خود جلب کرده‌است.
در اکتبر ۲۰۱۳، ایندیپندنت گزارش داد که جوانان ایرانی که سبک زندگی لوکس خود را در رسانه‌های اجتماعی به رُخ می‌کشند، پس از این‌که مجبور شدند در میان فشارهای حکومت، حساب اینستاگرامی خود را ببندند، اکنون حساب جدیدی را برای انتشار مطالب خود راه‌اندازی کرده‌اند. مقامات جمهوری اسلامی، پس از نمایش تصاویر پُر زرق و برق از مهمانی‌ها، مشروبات الکلی و دخترانی که بیکینی و لباس‌های بدن‌نما پوشیده بودند، گردانندگان حساب اینستاگرامی «بچه‌پولدارهای تهران» را وادار به حذف حساب اولیهٔ خود نموده بودند.
در اکتبر ۲۰۱۴، روزنامه تایمز گزارشی منتشر کرد که در آن اعلام کرد: یک حساب کاربری جدید در اینستاگرام که سبک زندگی جوانان ثروتمند ایرانی را به نمایش می‌گذارد، هم باعث سرگرمی و هم باعث برانگیختن خشم مردم ایران شده و بخشی از واقعیت «کمتر دیده‌شده» از جامعهٔ ایران تحت حکومت جمهوری اسلامی را نمایان کرده‌است.
در ژوئن ۲۰۱۵، وایس‌نیوز گزارش داد که این صفحه در ایران مسدود شده و برای دسترسی به صفحه از داخل ایران به وی‌پی‌اِن نیاز است.

### اعتراضات ۱۳۹۶ ایران
در سال ۱۳۹۶، بچه‌پولدارهای تهران، برای دامن زدن به مجموعه‌ای از اعتراضات در ایران، از سوی حکومت، مقصر شناخته شد. تظاهرکنندگان اعتراضات ۱۳۹۶، علیه مسائلی از جمله مشکلات اقتصادی کشور و سوءاستفادهٔ گروهی از ثروتمندانِ بهره‌مند از مزایای این حکومت تئوکراتیک، شعار دادند.

### پرواز شماره ۷۵۲ هواپیمایی بین‌المللی اوکراین
در ۹ ژانویهٔ ۲۰۲۰، این حساب کاربری ویدئوها و تصاویری را منتشر کرد که لحظه‌ای را نشان می‌داد که پرواز شماره ۷۵۲ هواپیمایی بین‌المللی اوکراین پس از برخورد موشک نیروهای سپاه پاسداران، در هوا به آتش کشیده‌شده و سرنگون می‌شود. ویدئوی منتشرشده توسط این حساب، شامل برخورد موشک تور-اِم۱ به بوئینگ ۷۳۷–۸۰۰ سانحه‌دیده و فیلم یک دوربین مداربسته از لحظهٔ برخورد این هواپیما به زمین بود.
در ۱۴ ژانویهٔ ۲۰۲۰، این حساب کاربری ویدئویی جدید را منتشر کرد که نشان می‌داد، دو موشک توسط سپاه شلیک می‌شود. صحت فیلم منتشرشدهٔ دوربین مداربسته، توسط نیویورک تایمز تأیید شد که نشان می‌داد دو موشک با فاصلهٔ ۳۰ ثانیه به‌سمت هواپیما شلیک شده‌اند.
در ۱۴ ژانویهٔ ۲۰۲۰، سی‌ان‌ان گزارش داد که "به‌گزارش خبرگزاری تسنیم وابسته به سپاه پاسداران و خبرگزاری نیمه‌رسمی فارس، مقامات ایرانی در تلاش برای یافتن افراد مسئول پخش فیلم‌هایی هستند که لحظهٔ شلیک موشک‌ها و سرنگونی هواپیما را نشان می‌دهد.

## انتقادات
صفحهٔ اینستاگرامی بچه‌پولدارهای تهران، به این دلیل که موضوع فقر را امری شخصی و غیرسیاسی جلوه می‌دهد، از سوی برخی مورد انتقاد قرار گرفته‌است.